# Tephrocybe impexa
Tephrocybe impexa är en svampart som först beskrevs av Petter Adolf Karsten, och fick sitt nu gällande namn av Meinhard (Michael) Moser 1967. Tephrocybe impexa ingår i släktet Tephrocybe och familjen Lyophyllaceae.   Inga underarter finns listade i Catalogue of Life.